# Großsteingräber von Luttra

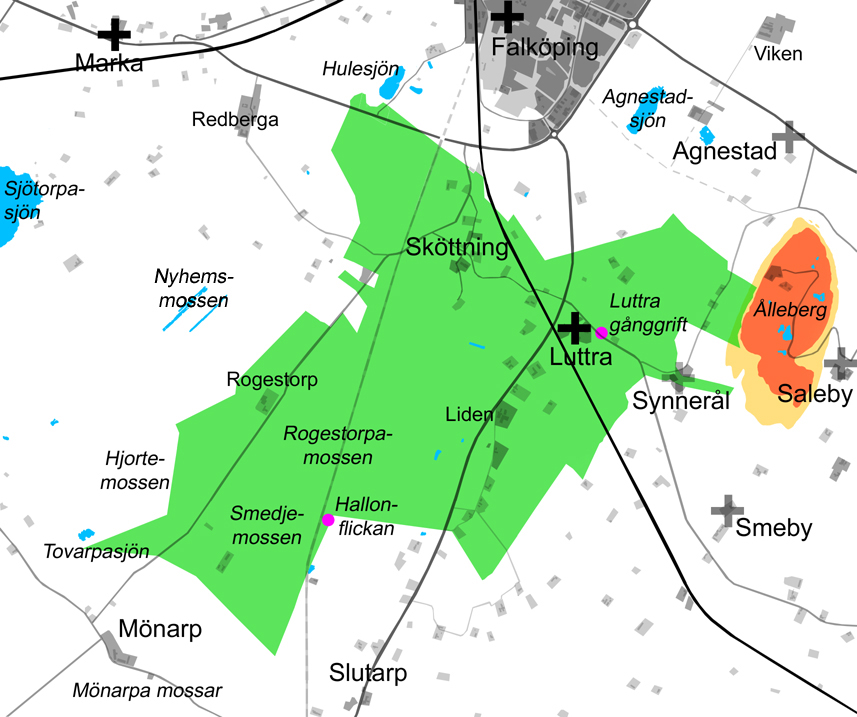
Lage von Luttra

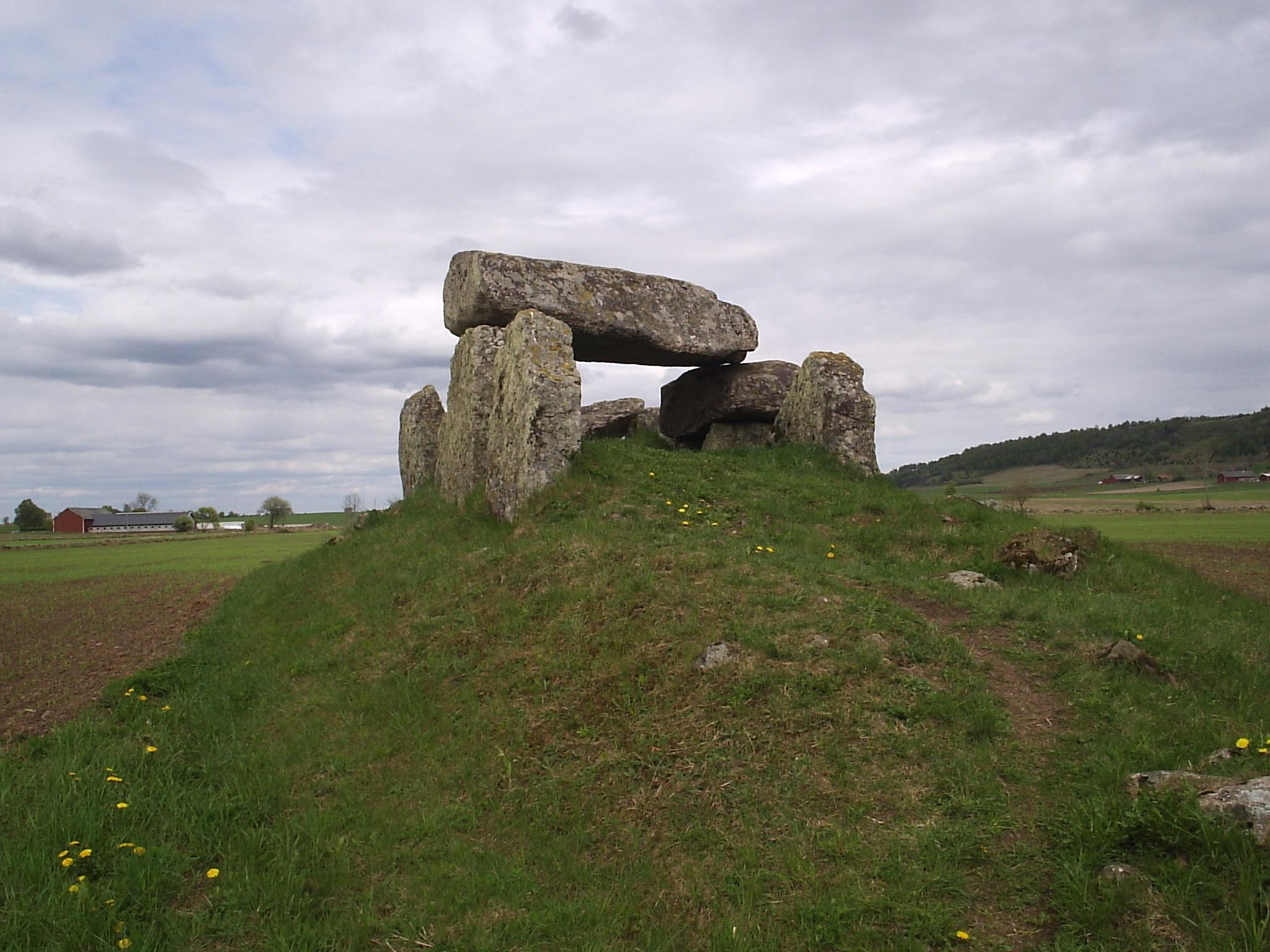
Luttra 1

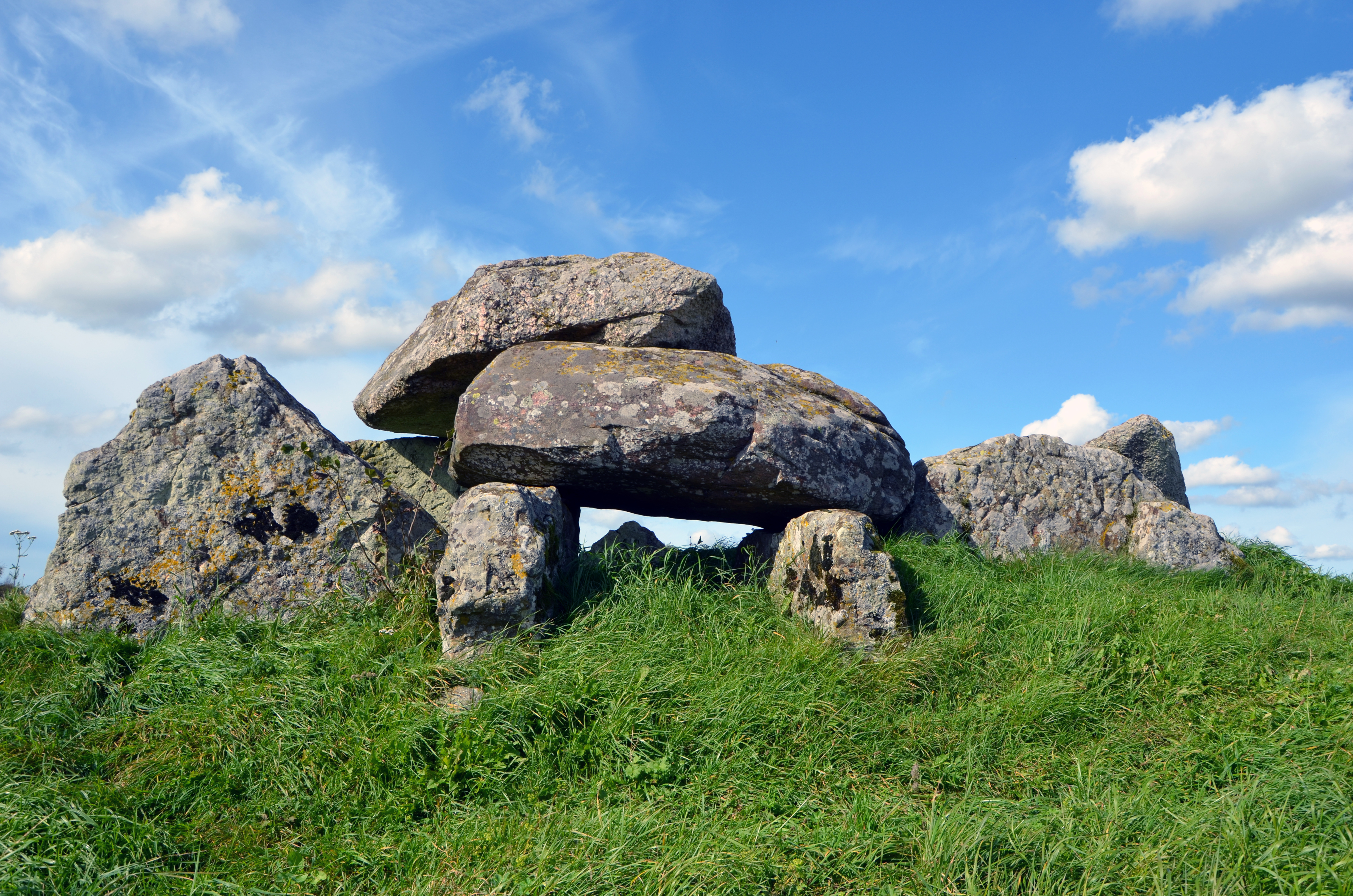
Luttra 1

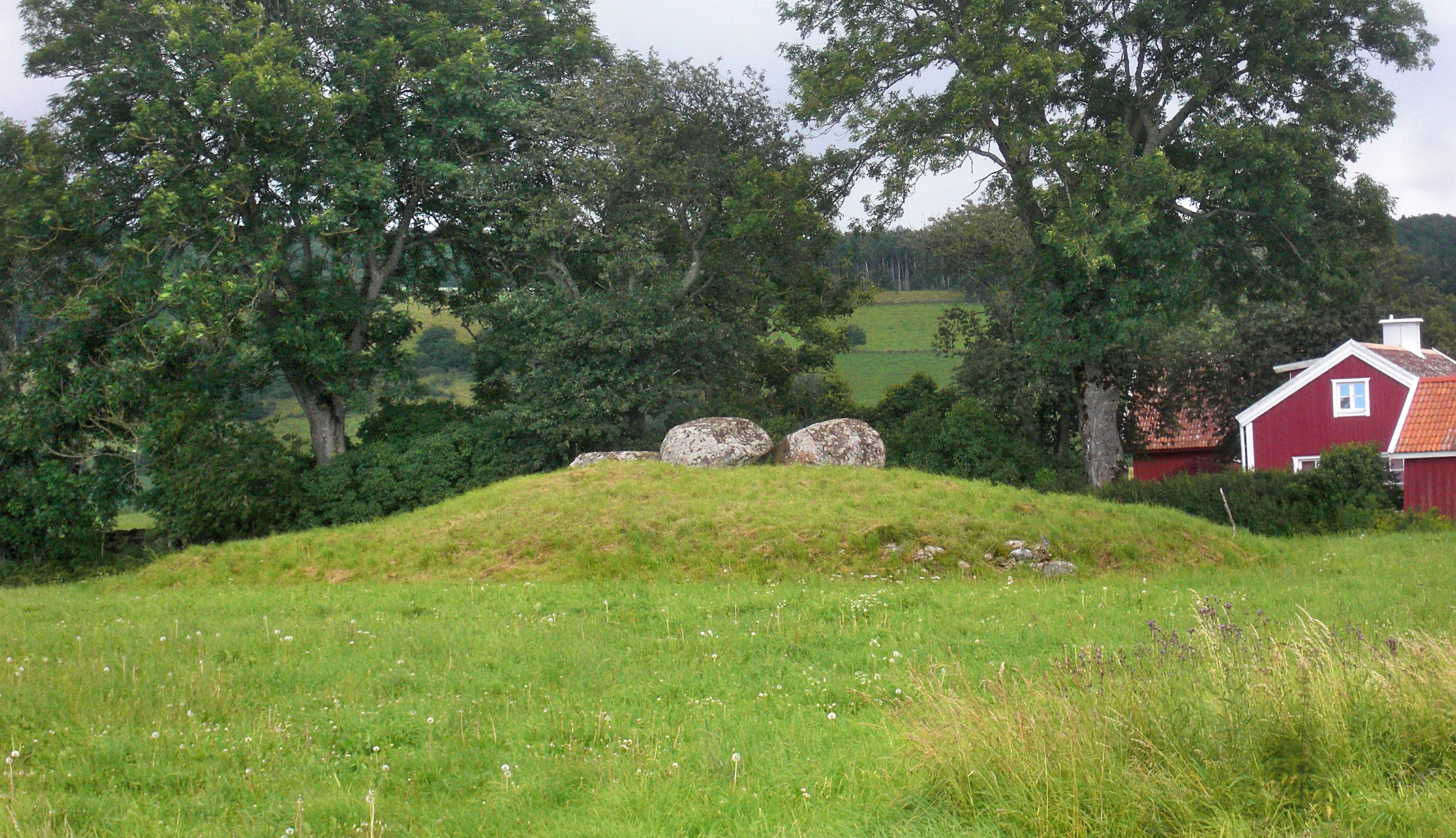
Luttra 2

Die Großsteingräber von Luttra in der Gemeinde Falköping liegen an der Straße nach Vartofta, nicht weit vom Hauptort Falköping, in der Provinz Västra Götaland in Schweden.
Die beiden Megalithanlagen gehören zu einem Cluster von 270 der insgesamt etwa 400 bekannten Anlagen Schwedens aus der Zeit um 3000 v. Chr., die in dieser Region konzentriert sind. Die Steingräber weisen auf eine frühe Besiedelung des Gebietes durch die Träger der Trichterbecherkultur (TBK). Das Ganggrab ist eine Bauform jungsteinzeitlicher Megalithanlagen, die aus einer Kammer und einem baulich abgesetzten, lateralen Gang besteht. Diese Form ist primär in Dänemark, Deutschland und Skandinavien sowie vereinzelt in Frankreich und den Niederlanden zu finden.

## Luttra 1, auch Luttra West
Das Ganggrab Luttra 1 (RAÄ-Nr. Luttra 15:1 oder Knaggården Lage) ist trotz seiner vielen fehlenden Trag- und Decksteine eine der markantesten Anlagen des Gebietes. Sie liegt auf einem Hügel von etwa 14 × 7 Metern. Die sieben Tragsteine und ein etwa 3,0 × 2,0 Meter messender Deckstein sind erhalten. Die von Nordost nach Südwest orientierte Kammer ist etwa 7,0 m lang und 2,5 m breit. 
Auf dem gleichen Feld befindet sich das Grab Luttra 2.

## Luttra 2, auch Luttra Ost
Das Ganggrab Luttra 2 (RAÄ-Nr. Luttra 16:1; Lage) liegt auf einem Hügel von etwa 18 m Durchmesser und 2,0 m Höhe. Die vermutlich etwa 6,0 m lange Kammer und der etwa 4,0 m lange Gang befinden sich noch in der Erde. Lediglich einige Decksteine von Gang und Kammer sowie vier Tragsteinoberteile sind sichtbar. Die Anlage wurde 1863 von Hildebrand ausgegraben. Er fand die Überreste von etwa hundert Menschen zusammen mit sechs Bernsteinperlen sowie Feuerstein- und Knochengeräten.
Die Frau von Luttra (schwedisch Hallonflickan) ist eine jungsteinzeitliche Moorleiche, die 1943 bei Luttra gefunden wurde.